# Acanthametropus
Acanthametropus is een geslacht van haften (Ephemeroptera) uit de familie Acanthametropodidae.

## Soorten
Het geslacht Acanthametropus omvat de volgende soorten:
- Acanthametropus nikolskyi
- Acanthametropus pecatonica